# 莱索泰勒-圣巴齐勒
莱索泰勒-圣巴齐勒（法語：Les Autels-Saint-Bazile，法語發音：[le.z‿otɛl sɛ̃ bazil] ⓘ）是法国卡尔瓦多斯省的一个旧市镇，属于利雪区。莱索泰勒-圣巴齐勒于1831年由原市镇欧日地区莱索泰勒（Les Autels-en-Auge）和圣巴齐勒（Saint-Bazile）合并而成。2016年，莱索泰勒-圣巴齐勒与临近的21个市镇合并为新市镇利瓦罗派多日。

## 地理
莱索泰勒-圣巴齐勒（48°56'26"N, 0°4'59"E）面积5.53 平方千米，位于法国诺曼底大区卡爾瓦多斯省，该省份为法国西北部沿海省份，北濒大西洋英吉利海峡，东北与滨海塞纳省以海上边界相接，东临厄尔省，南至奧恩省，西与芒什省接壤。
与莱索泰勒-圣巴齐勒接壤的市镇（或旧市镇、城区）包括：拉沙佩勒欧特格吕、圣富瓦德蒙戈姆里、托尔蒂桑贝尔、卢东、克鲁特、勒勒努阿尔、瓦勒德维。
莱索泰勒-圣巴齐勒的时区为UTC+01:00、UTC+02:00（夏令时）。

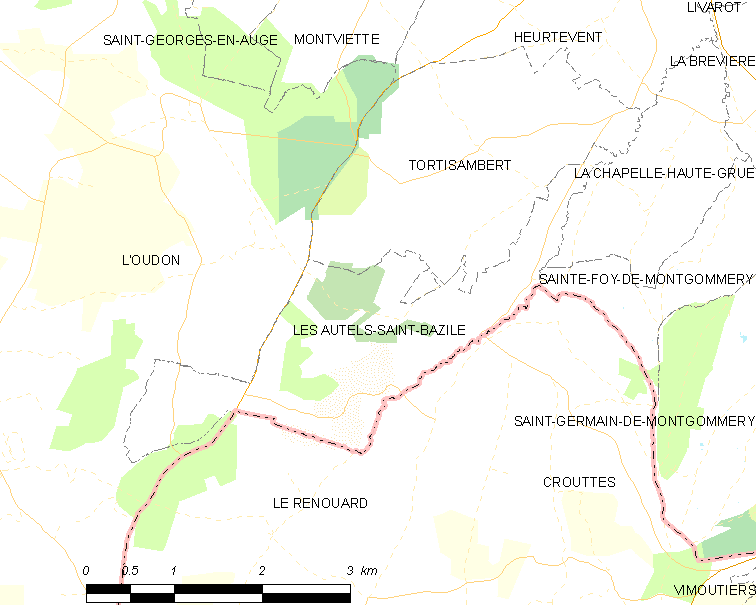
莱索泰勒-圣巴齐勒的OSM定位图

## 行政
莱索泰勒-圣巴齐勒的邮政编码为14140，INSEE市镇编码为14029。

## 政治
莱索泰勒-圣巴齐勒所属的省级选区为利瓦罗派多日县。

## 人口

1962-2008年间莱索泰勒-圣巴齐勒人口变化图示

莱索泰勒-圣巴齐勒于2018年1月1日时的人口数量为49人。